# Westelijk Nieuw-Guinese roepia
De Westelijk Nieuw-Guinese roepia, ook wel de West-Irische roepia was een aparte munteenheid van West-Irian (voorheen West-Nieuw-Guinea) tussen 1963 en 1973. De munt verving de Nederlands-Nieuw-Guineese gulden at pari en werd vervangen door de Indonesische roepia tegen een koers van 1 West-Irische roepia = 18,9 Indonesische roepia.